# Władimir Donin
Władimir Aleksandrowicz Donin (ros. Владимир Александрович Донин, ur. 21 stycznia 1945 w rejonie toguczyńskim) – radziecki szpadzista, brązowy medalista mistrzostw świata.
Podczas mistrzostw świata w Paryżu w 1965 roku reprezentacja ZSRR w składzie: Władimir Donin, Bruno Habārovs, Guram Kostawa, Grigorij Kriss i Aleksiej Nikanczikow zdobyła brązowy medal w szpadzie drużynowej. Był to jedyny medal Donina wywalczony w zawodach tego cyklu.
Nigdy nie wziął udziału w igrzyskach olimpijskich.